# Marinflygledningen
Marinflygledningen (MFlygL) var ett ledningsförband inom svenska marinen som verkade åren 1990–1997. Förbandsledningen var förlagd i Haninge garnison i Västerhaninge.

## Historik
Marinflygledningen bildades 1988 som ett enhet inom 11. helikopterdivisionen för att sedan avskiljas från helikopterdivisionen och blev från den 1 juli 1990 ett kaderorganiserat krigsförband inom Östra militärområdet (Milo Ö). Marinflygledningens uppgift var att leda och samordna Marinens tre helikopterdivisioner i Berga, Säve och Kallinge. Den 31 december 1997 upphörde Marinflygledningen, detta genom att Försvarsmakten samlade all helikopterverksamhet i den nyuppsatta flottiljen Helikopterflottiljen (Hkpflj). Flottiljen bestod vid bildandet av fyra bataljoner, där Marinens tidigare helikopterdivisioner kom att ingå i Svea helikopterbataljon (2. hkpbat) respektive Göta helikopterbataljon (3. hkpbat).

## Heraldik och traditioner
År 1994 antog Marinflygledningen "Adlerflug" (Blankenburg) som förbandsmarsch, vilken senare fastställdes den 13 juni 1996. Förbandsmarschen övertogs från det upplösta och avvecklade Flygvapnets Södertörnsskolor (F 18). Efter att Marinflygledningen upplöstes och avvecklades, övertogs dess förbandsmarsch av Helikopterflottiljen, vilken den fastställdes för den 28 september 1999.

## Förbandschefer
- 1990–1997: ???

## Namn, beteckning och förläggningsort
| Marinflygledningen | 1990-07-01 | – | 1997-12-31 |

| MFlygL | 1990-07-01 | – | 1997-12-31 |

| Berga helikopterflygplats (B) | 1990-07-01 | – | 1997-12-31 |
| Säve flygplats (D)            | 1990-07-01 | – | 1997-12-31 |
| Ronneby flygplats (D)         | 1990-07-01 | – | 1997-12-31 |